# Ull (mitología nórdica)

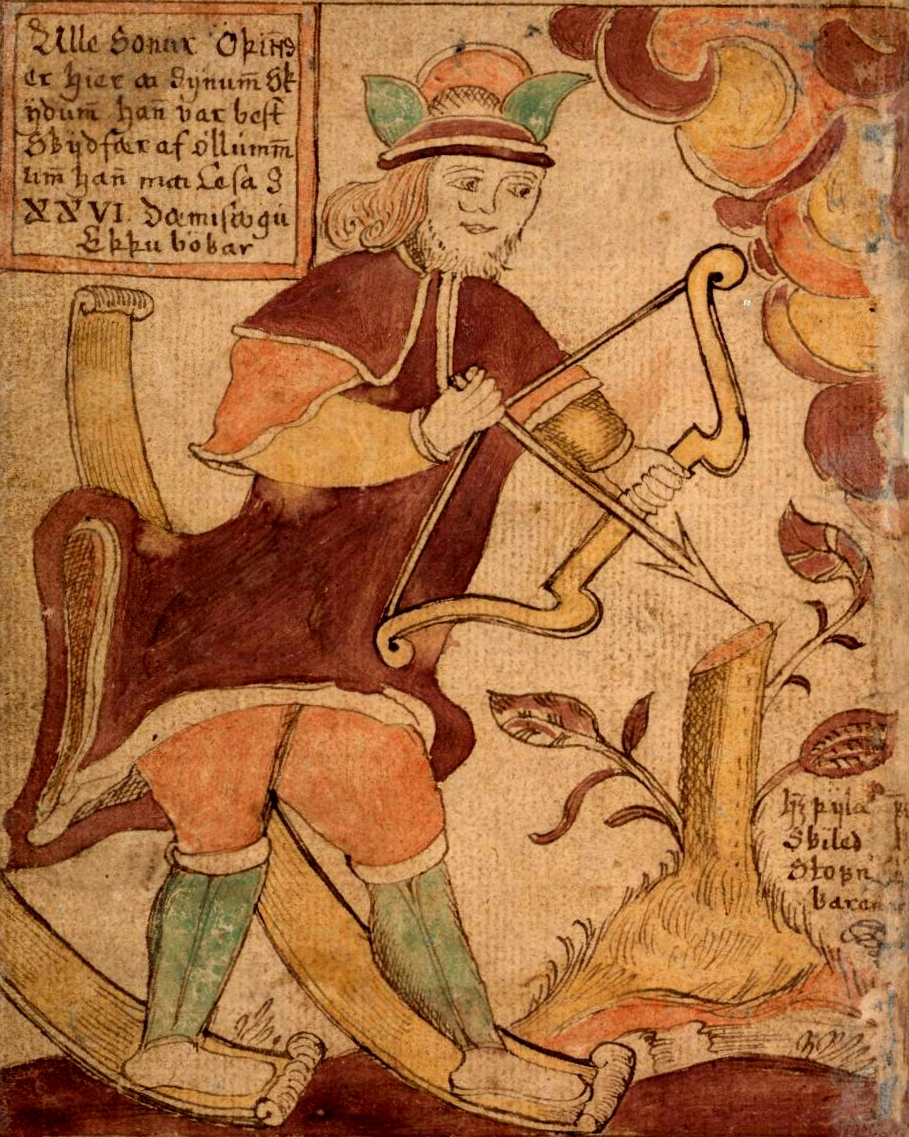
Esta ilustración de un manuscrito islandés del muestra a Ullr sobre sus esquíes y con su arco.

En la mitología nórdica, Ull es hijo de Sif e hijo adoptivo de Thor. Mientras que las fuentes existentes son escasas, este pudo haber sido un dios mayor en tiempos prehistóricos, o incluso un aspecto de la cabeza del panteón proto-germánico, mencionado en la chapa de Thorsberg del siglo III.

## LaEdda prosaica
En la parte Gylfaginning de la Edda prosaica de Snorri Sturluson hay una breve descripción de Ull.
| Ullr heitir einn, sonr Sifjar, stjúpsonr Þórs. Hann er bogmaðr svá góðr ok skíðfœrr svá at engi má við hann keppask. Hann er ok fagr álitum ok hefir hermanns atgervi. Á hann er ok gott at heita í einvígi. | Ull, hijo de Sif e hijo adoptivo de Thór. Es tan buen arquero y corredor de esquíes que nadie puede rivalizarlo. Es hermoso para mirar y tiene todas las características de un guerrero. Es también bueno llamarlo en duelos. — Traducción de Young |  |

En la Skáldskaparmál, la segunda parte de la Edda prosaica, Snorri menciona nuevamente a Ull en una discusión de kennings. Snorri informa a sus lectores que Ull puede ser llamado "dios del esquí", "dios del arco", "dios de la caza" y "dios escudo". En cambio, un escudo puede ser llamado "nave de Ull". A pesar de estos tentadores chismes, Snorri no relata mitos acerca de él. 

## Poesía escáldica
La nota de Snorri sobre que un escudo puede ser llamado "nave de Ull" sobrevive en la poesía escáldica en kennings tales como askr Ullar, far Ullar y kjóll Ullar todas sobre la nave de este y refiriéndose a escudos. Mientras que los orígenes de estos kennings es desconocido, puede que estén conectados con la identidad de Ull como dios del esquí. Los primeros esquíes, o quizá trineos, hayan guardado semejanza con los escudos. 
El nombre de Ull es también común en kennings guerreros, donde es usado como lo son otros nombres de dioses.
Ullr brands – Ull de espada – guerrero
rand-Ullr – escudo-Ull – guerrero
Ullr almsíma – Ull de cuerda de arco – guerrero 
Tres poemas escáldicos, Þórsdrápa, Haustlöng y un fragmento por Eysteinn Valdason, se refieren a Thor como padre adoptivo de Ull, confirmado la información de Snorri.

## LaEdda poética
Ull es mencionado en la Grímnismál donde los hogares de dioses individuales son contados.
| Ýdalir heita þar er Ullr hefir sér of görva sali. | Ydalir se llama, donde Ull tiene una morada hecha para sí mismo. — Traducción de Thorpe |

El nombre Ýdalir, significa "valle de tejos". El tejo era un importante material en la manufactura de arcos, y la palabra ýr, "tejo", es a veces usada metafóricamente para referirse a arcos. Parece que el nombre Ýdalir está conectado con la idea de Ull como dios del arco.
Otra estrofa en Grímnismál también menciona a Ullr.
| Ullar hylli hefr ok allra goða hverr er tekr fyrstr á funa, því at opnir heimar verða of ása sonum, þá er hefja af hvera. | De Ull y de todos los dioses favores tendrán, quien primero mire el fuego; porque se abrirá la morada, a los hijos de los Æsir, cuando las ollas se levanten. — Traducción de Thorpe |

La estrofa es oscura pero se puede referir a alguna clase de ceremonia religiosa. Parece indicar que Ull como un dios importante. 
La última referencia a Ull en la Edda poética es encontrada en Atlakviða.
| Svá gangi þér, Atli, sem þú við Gunnar áttir eiða oft of svarða ok ár of nefnda, at sól inni suðrhöllu ok at Sigtýs bergi, hölkvi hvílbeðjar ok at hringi Ullar. | Que así sea contigo, Atli! que hacia Gunnar has mantenido los acérrimos juramentos, anteriormente tomados - por el sol que raya hacia el sur, y la colina de Sigtý, la retirada cama de descanso, y por el anillo de Ull. — Traducción de Thorpe |

Nuevamente parece que encontramos a Ull asociado con alguna clase de ceremonia, y esta vez jurando juramentos por un anillo. Ambas, Atlakviða y Grímnismál, son generalmente consideradas de estar entre los poemas éddicos más antiguos. Puede que no sea una coincidencia que sean las únicos que se refieren a Ull.